# Langley Air Force Base
La Joint Base Langley–Eustis  è una base militare congiunta United States Air Force e United States Army gestita dall'Air Combat Command e situata presso Hampton, in Virginia.

## Informazioni generali
La struttura odierna è nata il 1 ottobre 2010 dalla fusione della base aerea con la base dell'esercito di Fort Eustis. 

## Unità
Attualmente la base ospitante è il 633rd Air Base Wing
Sono presenti i seguenti reparti:
- U.S.A.F.
  - HQs Air Combat Command
  - 1st Fighter Wing
  - 192nd Fighter Wing, Air National Guard
  - 480th Intelligence, Surveillance and Reconnaissance Wing
  - 363rd Intelligence, Surveillance and Reconnaissance Wing
  - 710th Combat Operations Squadron, 610th Air Operations Group, Air Force Reserve Command